# Andrew Hussie

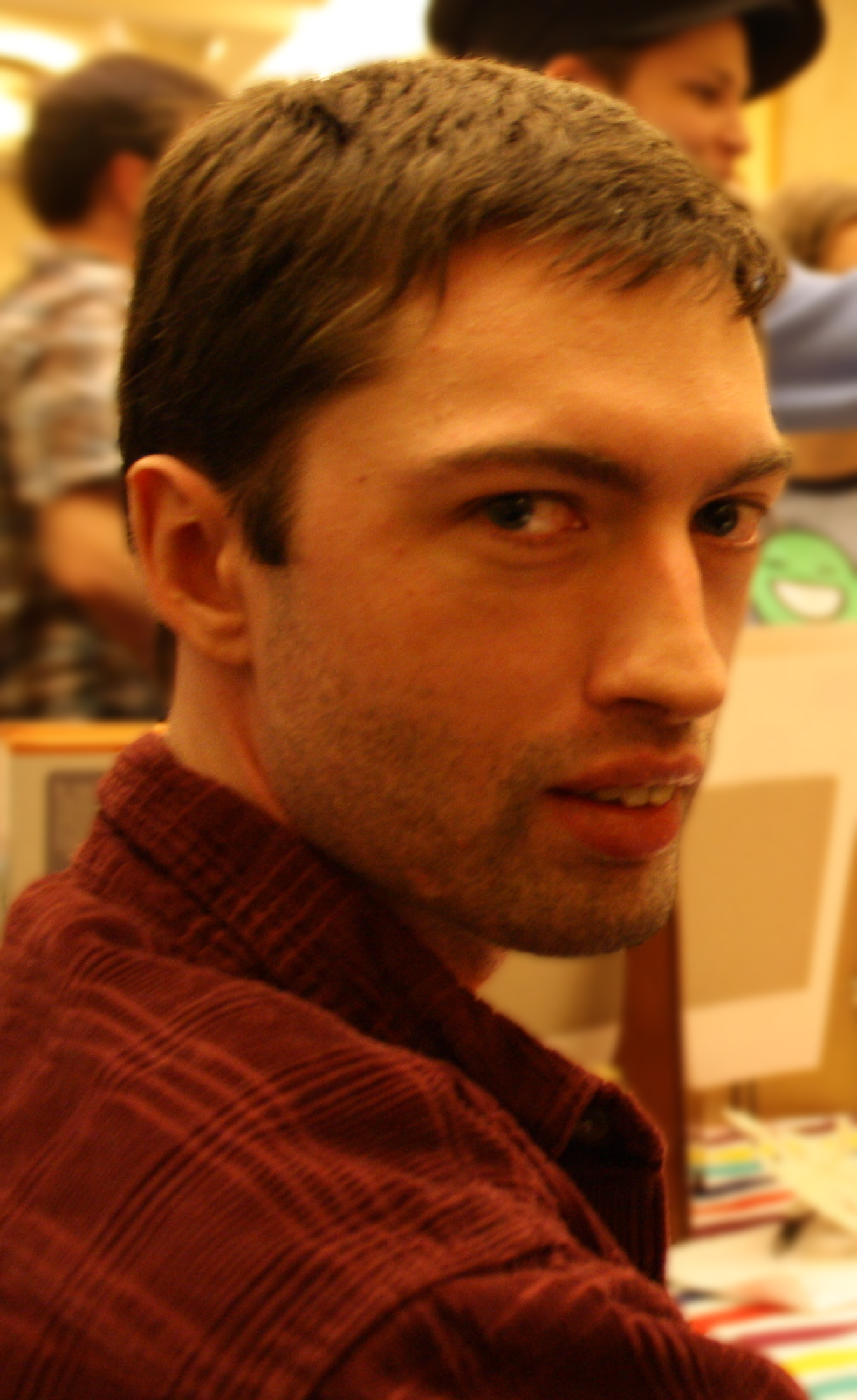
Andrew Hussie am 12. September 2010 auf der Montreal Canada Comicon

Andrew Hussie (* 25. August 1979) ist ein amerikanischer Autor und Zeichner von Webcomics und Betreiber der Seite MS Paint Adventures. Dort veröffentlicht er eine Sammlung seiner Werke Jailbreak, Bard Quest, Problem Sleuth und des großen und im Fortgang der Handlung komplexen Homestuck, mit dem er bekannt wurde.

## Leben
Andrew Hussie ist verschwiegen hinsichtlich seines Lebens. Allerdings präsentierte er einige Zeichnungen, die er mit 11 Jahren geschaffen hat. Hussie studierte an der Temple University Informatik.
In den Jahren 2003 bis 2008 unterhielt Andrew Hussie die Webcomicseite Team Special Olympics. Dort veröffentlichte er kurze Cartoons, von denen viele absurd, viele voll mit Schwarzem Humor waren. Außerdem wurden dort Werke von Byron Hussie und Cindy Marie gezeigt.
Im Jahr 2007 startete er seine Webseite MS Paint Adventures (näheres siehe dort), mit der er bekannt wurde.
Hussie verwendete das Zeichenprogramm MS Paint nur für die erste Seite seines Webcomics Jailbreak. Dann wechselte er zu Photoshop.

## Werke

### Webcomics
veröffentlicht auf: MS Paint Adventures
- Jailbreak[8]
- Bard Quest[9]
- Problem Sleuth[10]
- Homestuck[11]

### Bücher
- Whistles, Book One (The Starlight Calliope), ISBN 978-1-59362-073-8
- mit Tauhid Bondia: An It Don't Stop[12]
- Problem Sleuth (fünf Bände mit 22 Kapiteln)
  - Volume One: Compensation, Adequate ISBN 978-0-9824862-3-8
  - Volume Two: This is Complete BS ISBN 978-1-936561-00-1
  - Volume Three: Suitor to the Sodajerk's Confidante ISBN 978-1-936561-80-3
  - Volume Four: Black Liquid Sorrow ISBN 978-1-936561-85-8
  - Volume Five: Sepulchritude
- Homestuck (drei Bände mit den  Akten 1, 2, und 3 des Webcomics)
  - Volume One ISBN 978-1-936561-82-7
  - Volume Two ISBN 978-1-936561-83-4
  - Volume Three ISBN 978-1-936561-10-0
- Sweet Bro and Hella Jeff ISBN 978-1936561-03-2
- Dinosaur Comics: Everybody Knows Failure is Just Success Rounded Down ISBN 978-1-936561-90-2